# お迎え渋谷くん
『お迎え渋谷くん』（おむかえしぶやくん）は、蜜野まことによる日本の漫画作品。『ココハナ』（集英社）にて、2018年5月号から2021年2月号まで連載された。
2024年4月より、関西テレビの制作によりフジテレビ系列にてテレビドラマが放送された。

## あらすじ
保育士の青田愛花は、ひょんなことから保育園へ妹の送迎をする渋谷大海と出会う。妹想いな彼は、実は人気俳優であることを知る。

## 登場人物
青田 愛花（あおた あいか）
28歳。主人公。保育士。普通の女子。多忙な業務で恋愛に縁がない。音夢の担任。

渋谷 大海（しぶや たいかい）
21歳。俳優。爽やかでイケメンだが恋愛に疎い。

渋谷 音夢（しぶや リズム）
2歳。大海の妹。

ぽんちゃん
愛花の近所に住む中学生。

金丸（かねまる）
保育士。愛花の同僚。

白井（しらい）
保育士。愛花の同僚。

## 書誌情報
- 蜜野まこと『お迎え渋谷くん』 集英社〈マーガレットコミックス〉、全7巻
  1. 2018年7月25日発売[1][集 1]、ISBN 978-4-08-844073-6
  2. 2018年11月21日発売[集 2]、ISBN 978-4-08-844129-0
  3. 2019年4月25日発売[集 3]、ISBN 978-4-08-844195-5
  4. 2019年8月23日発売[集 4]、ISBN 978-4-08-844237-2
  5. 2020年1月24日発売[集 5]、ISBN 978-4-08-844283-9
  6. 2020年7月22日発売[集 6]、ISBN 978-4-08-844283-9
  7. 2021年2月25日発売[集 7]、ISBN 978-4-08-844467-3

## テレビドラマ
2024年4月2日から6月18日までカンテレ制作・フジテレビ系列の「火ドラ★イレブン」枠にて放送された。主演は京本大我。
主人公を青田愛花から渋谷大海に変えて制作される。

### キャスト

#### 主要人物
渋谷大海（しぶや たいかい）〈24〉
演 - 京本大我
俳優。妹・音夢の送り迎えで愛花と出会う。
青田愛花（あおた あいか）〈28〉
演 - 田辺桃子
保育士になって6年目。いつも明るく元気な先生。

#### 渋谷家
渋谷音夢（しぶや リズム）〈4〉
演 - 諸林めい
大海の歳の離れた妹。
渋谷遥
演 - 乙葉
大海の母親。
渋谷洋輔
演 - 袴田吉彦
大海の父親。

#### 池田プロダクション
神田隆平〈26〉
演 - 内藤秀一郎
俳優。大海の先輩。
品川響子
演 - 長谷川京子
敏腕マネージャー。

#### 集英保育園
金丸陽菜〈23〉
演 - ゆいちゃみ
愛花の同僚でギャル保育士。愛花のクラスの副担任。
白川佳澄〈34〉
演 - 周本絵梨香
愛花の同僚で真面目な保育士。チャラチャラした陽菜を目の敵にしている。
緑川孝子
演 - 信川清順
園長。

#### 愛花の関係者
本田圭佑 / ぽんちゃん〈16〉
演 - 中川翼
愛花の一番の理解者である幼なじみ。
大崎達也（おおさき たつや）〈28〉
演 - 宮近海斗
愛花の元カレ。幼稚園の体育の先生。

#### その他
監督
演 - ハリウッドザコシショウ
渋谷が出演するドラマ「僕らのラブリミット」の監督。

### スタッフ
- 原作 - 蜜野まこと『お迎え渋谷くん』（集英社マーガレットコミックス刊）[10]
- 脚本 - 山岡潤平[10]
- 音楽 - 青木沙也果
- 主題歌 - SixTONES「音色」（ソニー・ミュージックレーベルズ）[11]
- 監督 - 紙谷楓、菊川誠[10]
- チーフプロデューサー - 萩原崇[10]
- プロデューサー - 三方祐人、島本講太、森安彩、関本純一[10]
- 制作協力 - 共同テレビ
- 制作 - カンテレ、Storm Labels

### 放送日程
| 話数              | 放送日  | サブタイトル                        | サブタイトル                               | 演出   |
| 話数              | 放送日  | 本放送                              | その他                                     | 演出   |
| ----------------- | ------- | ----------------------------------- | ------------------------------------------ | ------ |
| 第1話             | 4月02日 | 恋愛経験ゼロ売れっ子俳優が恋!?      | 先生、僕にキュンを教えて下さい。           | 紙谷楓 |
| 第2話             | 4月09日 | キュンを知った渋谷くん…壊れる!?     | キュンを知って壊れる!?うぶ過ぎる2人の恋    | 紙谷楓 |
| 第3話             | 4月16日 | キュンが暴走…まさかのキス!?         | 俳優で保護者&一般人で保育士の恋ってアリ?   | 紙谷楓 |
| 第4話             | 4月23日 | 先生の元カレ登場で…渋谷くんご乱心!? | 遊園地デート&元カレ登場で渋谷くんご乱心?   | 菊川誠 |
| 第5話             | 4月30日 | 傷心渋谷くん、合コン参戦…!!         | 傷心癒す?波乱合コンうぶキュン終止符?       | 菊川誠 |
| 第6話             | 5月07日 | 元カレと…鍋パで直接対決!?           | 決戦 鍋パで恋の三角関係!元カレの狙いと思い | 菊川誠 |
| 第7話             | 5月14日 | 遠距離、すれ違う2人の心に隙…!?      | すれ違う2人…遠距離恋愛 心の隙埋めるのは?   | 紙谷楓 |
| 第8話             | 5月21日 | 芸能人と保育士の恋は難しい…!?       | 拡散ゴシップで恋に暗雲!すれ違う二人に試練  | 紙谷楓 |
| 第9話             | 5月28日 | 交際スタート!…からのいきなり同棲!?  | 幸せ愛の巣お忍びデート＆同棲生活でドキドキ | 菊川誠 |
| 第10話            | 6月04日 | 世間が激震…大事件発生で二人は!?     | 愛花決意の夜…世界進出の渋谷くんを襲う悲劇  | 菊川誠 |
| 第11話            | 6月11日 | 渋谷くん逮捕…事件の余波と二人の運命 | 衝撃 渋谷くん逮捕の先に…うぶキュン最終章!  | 紙谷楓 |
| 第12話 （最終話） | 6月18日 | うぶキュンの結末…2人が選ぶ未来      | うぶキュン遂に終結 2人が選ぶ未来とは       | 紙谷楓 |

- 第11話は『FIFAワールドカップ アジア2次予選　 日本× シリア」放送（18時50分 - 21時9分）の関係で25分繰り下げられ、23時15分 - 23時45分に放送された。

| カンテレ制作・フジテレビ系列 火ドラ★イレブン  | カンテレ制作・フジテレビ系列 火ドラ★イレブン | カンテレ制作・フジテレビ系列 火ドラ★イレブン |
| 前番組                                        | 番組名                                       | 次番組                                       |
| --------------------------------------------- | -------------------------------------------- | -------------------------------------------- |
| リビングの松永さん （2024年1月9日 - 3月26日） | お迎え渋谷くん （2024年4月2日 - 6月18日）    | あの子の子ども （2024年6月25日 - 9月17日）   |

### 集英社BOOK NAVI
以下の出典は『集英社BOOK NAVI』（集英社）内のページ。書誌情報の発売日の出典としている。
1. 1 2 3  “お迎え渋谷くん 1／蜜野 まこと”. 集英社コミック公式 S-MANGA.   集英社. 2024年2月18日閲覧。
2. ↑  “お迎え渋谷くん 2／蜜野 まこと”. 集英社コミック公式 S-MANGA.   集英社. 2024年2月18日閲覧。
3. ↑  “お迎え渋谷くん 3／蜜野 まこと”. 集英社コミック公式 S-MANGA.   集英社. 2024年2月18日閲覧。
4. ↑  “お迎え渋谷くん 4／蜜野 まこと”. 集英社コミック公式 S-MANGA.   集英社. 2024年2月18日閲覧。
5. ↑  “お迎え渋谷くん 5／蜜野 まこと”. 集英社コミック公式 S-MANGA.   集英社. 2024年2月18日閲覧。
6. ↑  “お迎え渋谷くん 6／蜜野 まこと”. 集英社コミック公式 S-MANGA.   集英社. 2024年2月18日閲覧。
7. ↑  “お迎え渋谷くん 7／蜜野 まこと”. 集英社コミック公式 S-MANGA.   集英社. 2024年2月18日閲覧。